# أسترولوبلاسمينيا
الأستيرولوبلاسمينيا (بالإنجليزية: Aceruloplasminemia)‏، هو اضطراب نادر ينتقل بالتنحي الذاتي الصبغي، حيث لا يمكن للكبد تركيب بروتين السيرولوبلازمين بشكل صحيح، وهو البروتين الذي يحتاجه الجسم لنقل النحاس في الدم. نقص النحاس في الدماغ يؤدي إلى مشاكل عصبية تظهر عادة في سن البلوغ وتتفاقم مع مرور الوقت.
شُخِّصت الأستيرولوبلاسمينيا في جميع أنحاء العالم، ولكن لا توجد معرفة حول انتشارها العام. أظهرت الدراسات في اليابان أن تقديرات الإصابة تتراوح حوالي 1 حالة في 2 مليون بالنسبة للبالغين في هذه السكان. 
تنتمي أستيرولوبلاسمينيا إلى مجموعة الاضطرابات الوراثية المعروفة بالتنكس العصبي مع تراكم الحديد في الدماغ (NBIA).

## العلامات والأعراض
المرضى الذين يعانون من أستيرولوبلاسمينيا يظهرون مجموعة من مشاكل الحركة. قد يعانون من خلل التوتر في الرأس والعنق، مما يؤدي إلى حركات وتشوهات متكررة. قد تحدث حركات لا إرادية أخرى، مثل الرعشة، والرقاص، وتشنج الجفن، وعبوس الوجه. قد يعاني الأفراد المتأثرين أيضًا من الرنح، وهي نقص في تنسيق حركات العضلات. بعضهم قد يظهرون مشاكل نفسية وخرف في منتصف العمر. يتناسب نوع الاختلال العصبي مع المناطق المرتبطة بتراكم الحديد في الدماغ والكبد.
بالإضافة إلى المشاكل العصبية، قد يعاني الأفراد المتأثرون من مرض السكري الناتج عن تلف الحديد للخلايا في البنكرياسالتي تقوم بإنتاج الأنسولين. يؤدي هذا إلى تشوه في تنظيم نسبة السكر في الدم وظهور علامات وأعراض السكري.
تراكم الحديد في الأنسجة والأعضاء يؤدي إلى نقص مقابل في الحديد في الدم، مما يؤدي إلى الإصابة بفقر الدم. يحدث فقر الدم والسكري عادةً بحلول سنوات العشرين للشخص المتأثر.
الأفراد المتأثرين يواجهون أيضًا تحللًا في شبكية العين ناتجًا عن زيادة الحديد. تؤدي هذه التغيرات إلى ظهور بقع صغيرة غير شفافة ومناطق ضمور حول حواف الشبكية. هذه الشوائب عادةً لا تؤثر على الرؤية ولكن يمكن ملاحظتها أثناء فحص العين.

## الأسباب

يحتوي الأستيرولوبلاسمينيا على نمط وراثي جسمي متنحي من الميراث.

تُسبب أستيرولوبلاسمينيا تحولًا جينيًا (إدراج خمس قواعد زوج في الإكسون 7) في جين CP، الذي يوفر التعليمات لإنتاج بروتين يسمى السيرولوبلازمين، وهو بروتين معني بنقل الحديد ومعالجته. يساعد السيروبلاسمين في نقل الحديد من أعضاء وأنسجة الجسم وإعداده للدمج في جزيء يُسمى الترانسفيرين، الذي ينقله إلى خلايا الدم الحمراء للمساعدة في حمل الأكسجين. ينتج التحول الجيني في جين CP عن إنتاج بروتين السيروبلاسمين الذي يكون غير ثابت أو غير فعّال بتغيير إطار القراءة المفتوح بحيث تُزال مستتمتات الأحماض الأمينية في المنطقة الطرفية الكربوكسيلية الأساسية. عندما يكون السيروبلاسمين غير متاح، يتعطل نقل الحديد من أنسجة الجسم. يؤدي التراكم الناتج من الحديد إلى تلف الخلايا في تلك الأنسجة، مما يؤدي إلى اضطراب عصبي ومشاكل صحية أخرى.
هذا الحالة تورث وفق نمط النسبة الوراثية التنحي الذاتي، وهو ما يعني أن كلتا نسختي الجين تحتوي على التحول. الوالدين لفرد يعاني من حالة وراثية تنحي ذاتي عادة ما يحملون كل واحد منهم نسخة واحدة من الجين المتحور، لكن عادةً ما لا يظهرون علامات وأعراض الحالة.

## التشخيص
تشخيص هذا الاضطراب يعتمد على فحوصات الدم التي تظهر عدم وجود سيرولوبلازمين في المصل، مع تركيز منخفض للنحاس في المصل، وتركيز منخفض للحديد في المصل، وتركيز مرتفع للفيريتين في المصل، أو تركيز زائد للحديد في الكبد. يمكن أيضًا أن تؤكد فحوصات التصوير بالرنين المغناطيسي (MRI) التشخيص؛ حيث يمكن أن تشير الكثافات المنخفضة غير الطبيعية إلى تراكم الحديد في الدماغ.

## الوقاية
الأطفال الذين ينحدرون من أفراد متأثرين هم حاملون إلزاميون لأستيرولوبلاسمينيا. إذا جرى التعرف على تحورات جين CP في فرد ذو صلة، يُوصى بإجراء اختبارات قبل الولادة. يكون خطر إصابة الأخوة الذين يعانون من المرض هو 25٪. في الأشقاء الذين لا تظهر عليهم أعراض، يجب مراقبة تركيزات الهيموغلوبين الهيموجلوبينA1c في المصل.
لمنع تقدم أعراض المرض، يجب إجراء اختبارات تحمل الجلوكوز السنوية ابتداءً من السنوات المراهقة المبكرة لتقييم بداية مرض السكري. يجب على الأشخاص الذين يعانون من خطر الإصابة تجنب تناول مكملات الحديد.

## العلاج
يتضمن العلاج استخدام عوامل خالبة الحديد (مثل ديسفريوكسامين) لتقليل تراكمات الحديد في الدماغ والكبد، ومنع تقدم الأعراض العصبية. يعمل ذلك بشكل فعّال عند استخدامه مع البلازما البشرية الطازجة المجمدة (FFP) لتقليل محتوى الحديد في الكبد. يمكن أن يؤدي الاستخدام المتكرر لـ FFP حتى إلى تحسين الأعراض العصبية. يمكن استخدام مضادات الأكسدة مثل فيتامين E في نفس الوقت لمنع التلف في أنسجة الكبد والبنكرياس.

## روابط خارجية
- GeneReviews/NCBI/NIH/UW دخول على Aceruloplasminemia
- إدخالات OMIM على Aceruloplasminemia